# Heuriger

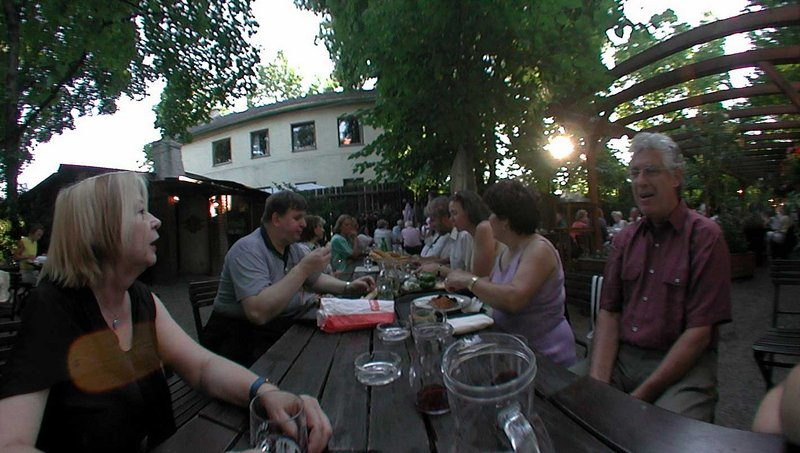
Heuriger w Nußdorf, Wiedeń

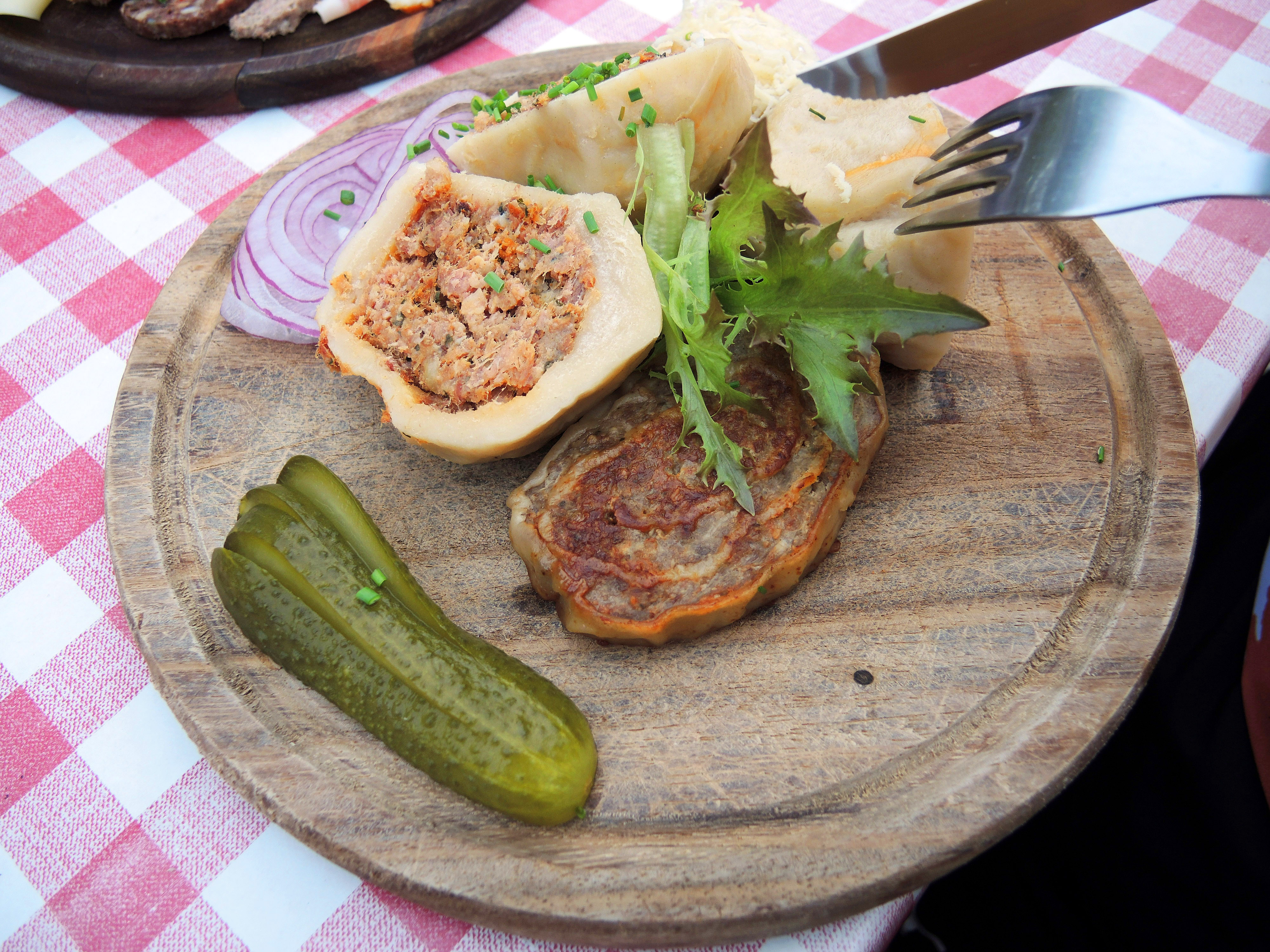
Danie serwowane w Heuriger

Heuriger [ˈhɔyrɪɡɐ] – lokal gastronomiczny we wschodniej Austrii. Nazwa wywodzi się od wyrazu "heurig" co oznacza "tegoroczny", "z tego roku" i nawiązuje do wina wyprodukowanego w danym roku. W "Heuridze" producenci wina serwują lokalne wino, najczęściej własnej produkcji oraz dania wykonane z lokalnych produktów. Lokale tego typu znajdują się najczęściej na obrzeżach miasta lub miasteczek i otwarte są sezonowo.

## Historia
17 sierpnia 1784 roku cesarz Józef II wydał dekret zezwalający mieszkańcom na otwarcie lokalu, w którym mogą serwować wino, soki oraz dania własnej produkcji. Dzisiaj funkcjonowanie heurigerów reguluje prawo poszczególnych landów.

## Charakterystyka lokalu
Heuriger działa na prawnie określonych zasadach. Można tam serwować tylko wino własnej produkcji i określony rodzaj dań prosto z bufetu. W niektórych heurigerach podawane są również przekąski na zimno, jak na przykład "talerz serów", "talerz wędlin", ser liptowski z pieczywem, a także czasami niektóre dania na ciepło, jak Wiener Schnitzel (sznycel wiedeński).
Heuriger jest otwarty tylko przez kilka miesięcy w roku. Typowe heurigery znajdują się najczęściej na obrzeżach miast. W miejscowościach, gdzie działa kilka heurigerów, mieszkańcy na ogół znają godziny otwarcia tych lokali i zazwyczaj przynajmniej jeden z nich jest otwarty. Najczęściej wejście do heurigera to duża brama. Jeśli przy niej zawieszone są gałązki modrzewia, jodły lub inne, to oznacza, że heuriger jest otwarty dla gości.

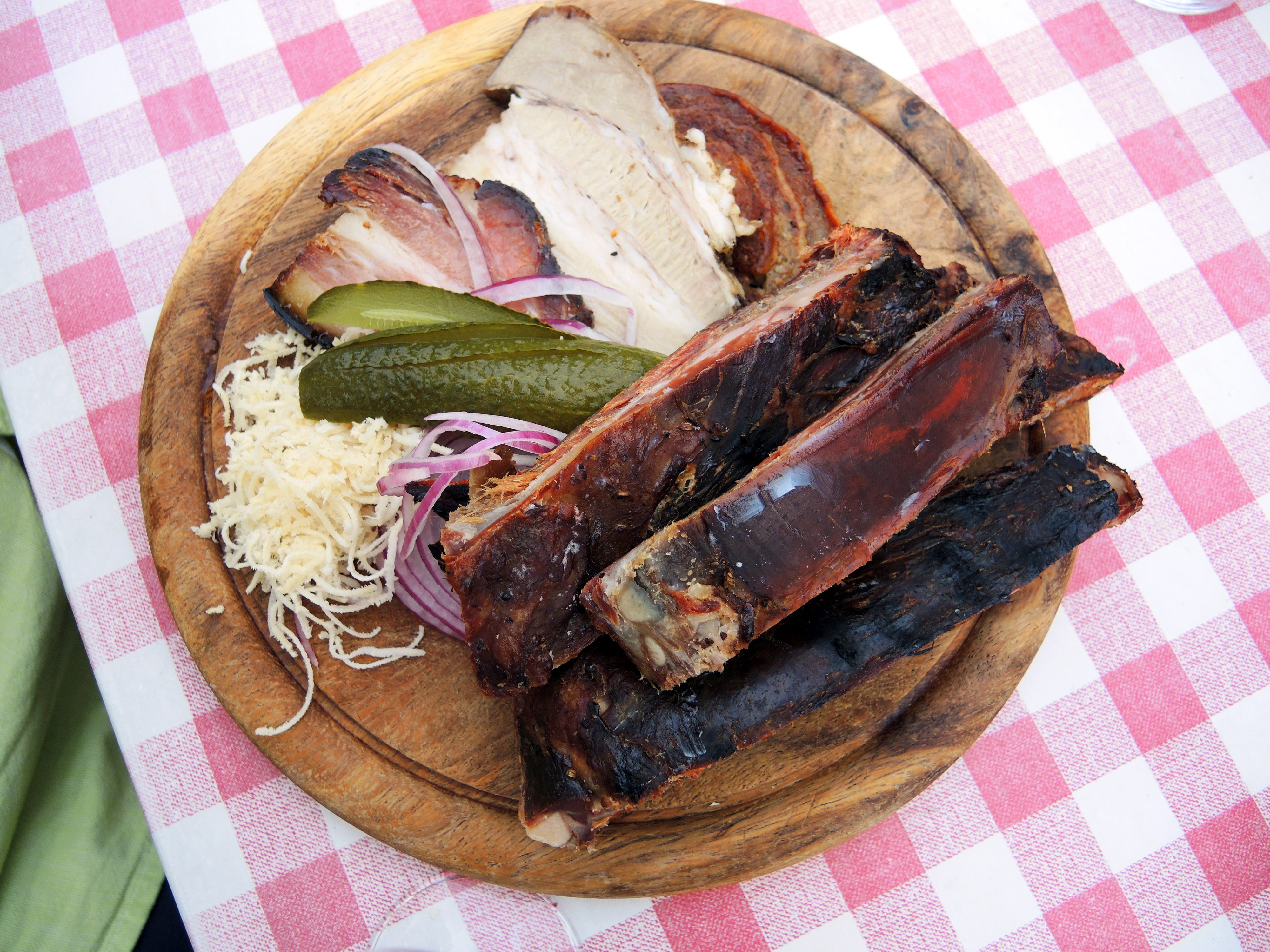
Danie z Heurigera

W Wiedniu, szczególnie w 19 dzielnicy, wiele restauracji wygląda jak typowy heuriger, lecz w rzeczywistości działają one na licencji restauracji. Serwowane jest tam wino różnego pochodzenia, a nawet piwo i kawa, co jest nie do pomyślenia w typowym, klasycznym heurigerze. 
Aż do XX wieku goście mogli przynosić swoje własne jedzenie do heurigeru, aby tam spożyć je do podanego wina. W celu zwiększenia zysków, w wielu miejscach zezwolono producentom wina (niem. Winzer) na wzięcie gospody w dzierżawę. Stąd lokale te noszą nazwę Winzerstube.

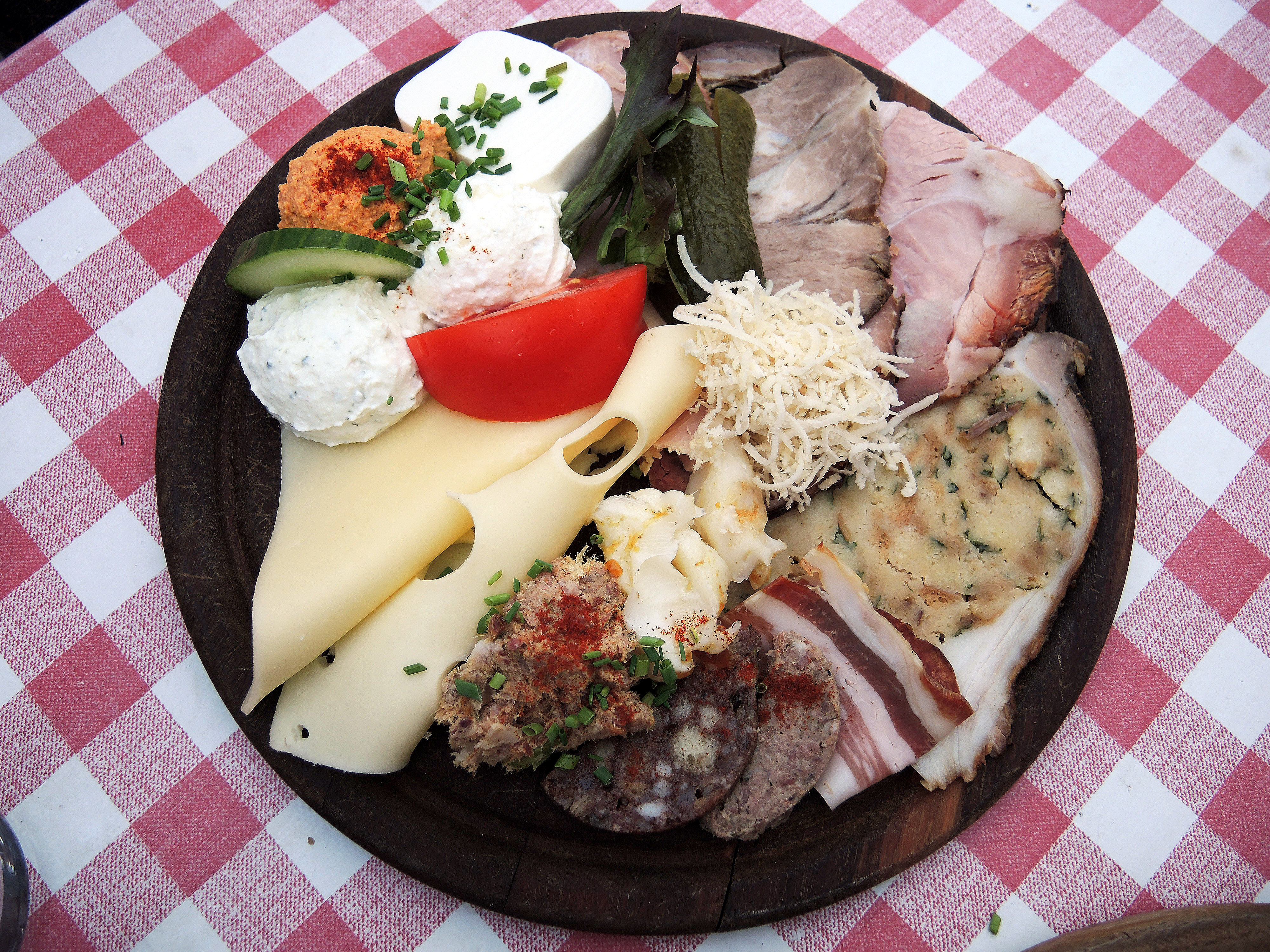
Danie z Heurigera

## Miejscowości znane z Heurigerów
Heurigery znajdują się głównie we wschodniej Austrii, w Wiedniu, Dolnej Austrii, Burgenlandzie, oraz w południowej części Styrii i Karyntii, gdzie używa się częściej nazwy Buschenschank. 
- Wiedeń i jego okolice: Grinzing, Heiligenstadt, Sievering, Neustift am Walde, Stammersdorf, Strebersdorf, Mauer, Oberlaa, Nußdorf
- Dolna Austria: Guntramsdorf, Braunsdorf, Traiskirchen, Gumpoldskirchen, Baden, Perchtoldsdorf, Ebreichsdorf, Heiligenkreuz, Traismauer, Tattendorf, Mödling, Sooß, Tribuswinkel, Dürnstein, Königstetten, Spitz in der Wachau, Furth bei Göttweig, Palt, Krems a.D., Langenlois, Retz, Ternitz, Pulkau, Bad Vöslau, Klosterneuburg, Hagenbrunn, Martinsdorf, Sitzenberg-Reidling, Feuersbrunn, Höflein
- Burgenland: rejon jeziora Neusiedler, w szczególności Rust, Mörbisch, Purbach, Neusiedl, Gols, Podersdorf am See, Frauenkirchen, Weiden, Illmitz, oraz w południowym Burgenlandzie: Rechnitz, Deutschkreutz, Lutzmannsburg, Eisenberg, Heiligenbrunn, Oberschützen, Moschendorf, Rohrbach bei Mattersburg, Neudörfl
- Styria: Gamlitz, Kitzeck im Sausal, Klöch, Stainz, Sankt Anna am Aigen.

Innym rodzajem heurigeru są tak zwane Mostheurigery, gdzie serwuje się moszcz jabłkowy lub gruszkowy.